# José Pareja Yébenes
José Pareja Yébenes (Granada, 18 d'abril de 1888 - 9 de novembre de 1951) fou un metge i polític espanyol que va ser ministre d'Instrucció Pública i Belles arts durant la Segona República Espanyola.

## Biografia
Catedràtic de patologia a les universitats de Sevilla i Granada, va ser rector d'aquesta última entre 1931 i 1933 i Alcalde de la seva ciutat natal.
Va fundar el Partit Republicà Autònom de Granada (PRAG). Com a part de la Agrupación al Servicio de la República va ser escollit membre de les corts constituents de la República. Membre del Partit Republicà Radical va ser elegit diputat a Corts per la circumscripció de Granada en les eleccions de 1931 i 1933 ocupant la cartera de ministre d'Instrucció Pública i Belles arts entre el 16 de desembre de 1933 i el 3 de març de 1934 al govern que va presidir Alejandro Lerroux.